# Purpuricenus ferrugineus
Purpuricenus ferrugineus es una especie de escarabajo longicornio del género Purpuricenus, tribu Trachyderini, familia Cerambycidae. Fue descrita científicamente por Fairmaire en 1851.
Se distribuye por Europa: España y Portugal. Mide 10-16 milímetros de longitud. El período de vuelo ocurre en los meses de mayo y junio. Parte de su dieta se compone de plantas de la familia Cistaceae.